# دارين دون
دارين دون (بالإنجليزية: Darren Doane)‏ هو مخرج فيديو موسيقي ‏ أمريكي، ولد في 1972 في ويستلاك فيلاج في الولايات المتحدة.

## وصلات خارجية
- دارين دون على موقع IMDb (الإنجليزية)
- دارين دون على موقع قاعدة بيانات الفيلم (الإنجليزية)